# Robert Green
Robert Paul Green [robrt pól grýn] (* 18. ledna 1980, Chertsey, Anglie, Spojené království) je anglický fotbalový brankář a reprezentant, který hraje za klub Chelsea FC.

## Klubová kariéra
Green hrál v Anglii postupně za Norwich City, West Ham United a Queens Park Rangers FC. Se všemi třemi kluby zažil sestup z Premier League.

## Reprezentační kariéra
Green reprezentoval Anglii v mládežnických výběrech od kategorie U16.
V A-mužstvu Anglie debutoval 31. 5. 2005 v přátelském zápase proti týmu Kolumbie (výhra 3:2).
Zúčastnil se Mistrovství světa 2010 v Jihoafrické republice, kde nastoupil k jedinému zápasu proti USA (remíza 1:1). V zápase pustil za záda nepříliš těžkou střelu, která znamenala ztrátu bodů.